# هيدرو كيبيك
في عام 1944، تأسست كشركة تابعة للتاج من قبل حكومة كيبيك من خلال مصادرة الشركات الخاصة. وتبع ذلك استثمار ضخم في مشاريع الطاقة الكهرومائية مثل مشروع خليج جيمس. 
اليوم، توجد 63 محطة طاقة كهرومائية، بقدرة إجمالية 37370 ميجاوات. تصدر الطاقة الزائدة من المقاطعة وتوفر الشركة 10% من احتياجات الطاقة في نيو إنجلاند.
صمم شعار الشركة، وهو عبارة عن حرف Q منمق يتكون من دائرة وصاعقة، بواسطة وكالة التصميم Gagnon/Valkus التي مقرها في مونتريال في عام 1960.
في عام 2023، دفعت الشركة 2.47 مليار دولار كندي كأرباح لصاحب السهم الوحيد (حكومة كيبيك). وتعتبر الكهرباء السكنية من بين الأقل سعرًا في أمريكا الشمالية.

## تاريخ

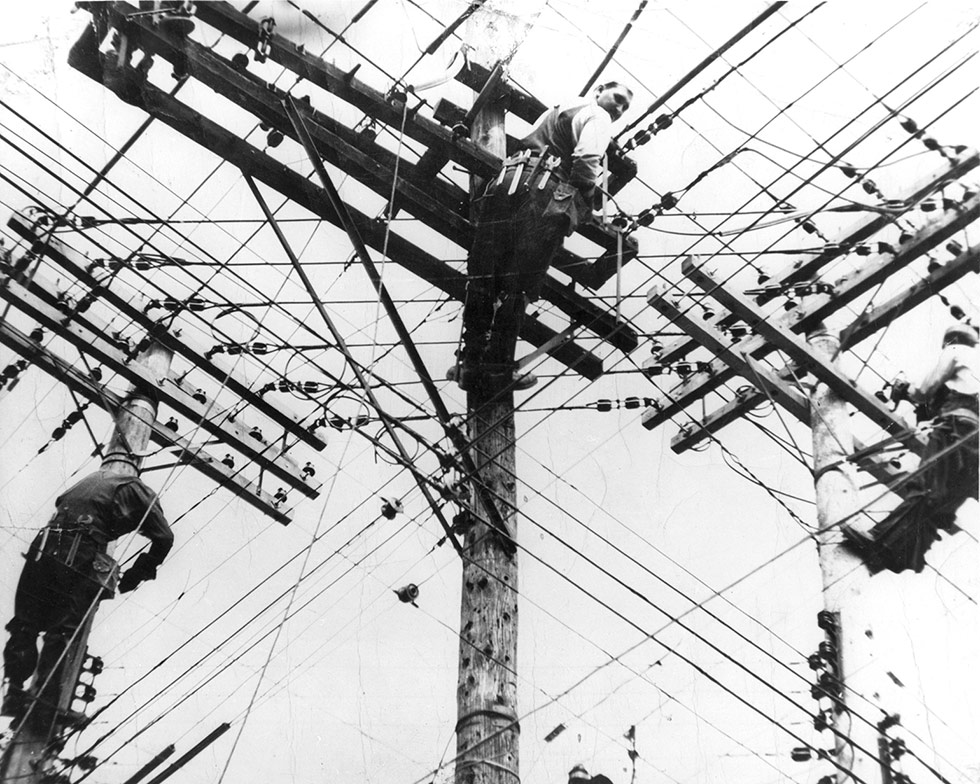
عمال خطوط الكهرباء والإضاءة في مونتريال.

### 1945–1959: البداية والتطور
في كيبيك، نظم أنصار شركة كهرباء عامة ضد ارتفاع أسعار الكهرباء، وضعف إمداد الريف بالكهرباء، وقلة عدد الناطقين بالفرنسية في المناصب الإدارية لشركات الطاقة الكهرومائية.
في عام 1944، تم تأميم شركة مونتريال للإضاءة والحرارة والطاقة ، إلى جانب شركتها التابعة، Beauharnois Power، وأنشأت شركة Hydro-Québec لإدارة الشركات.
اعتمد رئيس وزراء مقاطعة كيبيك أديلارد جودبوت سياسة استثمار 10 ملايين دولار سنويًا في كهرباء المناطق الريفية.
وفي عام 1944 تغيرت الحكومة، وكان رئيس الوزراء الجديد موريس دوبلسي يعارض أى تدخل حكومي في الاقتصاد. أنشأت تعاونيات محلية لإيصال الكهرباء إلى المناطق الريفية. ظل دوبلسي في السلطة حتى عام 1960، وخلال تلك الفترة لم تأمم أى شركات أخرى، وكانت شركة هيدرو كيبيك تخدم بشكل رئيسي منطقة مونتريال.
المشاريع الرئيسية تشمل:
- محطة توليد بيرسيميس-1 بنيت في عام 1956، بقدرة 1125 ميجاوات.
- محطة توليد بيرسيميس-2 بنيت في عام 1959، بقدرة 845 ميجاوات.
- محطة توليد الطاقة الكهرومائية بوهارنوا بنيت في عام 1961، بقدرة 1903 ميجاوات.
- محطة توليد كاريلون، بُنيت في الفترة من 1959 إلى 1964، بقدرة 752 ميجاوات.

بين عامي 1944-1962، زادت القدرة التشغيلية للشركة من 616 إلى 3661 ميجاوات مع خفض أسعار طاقة السكن إلى النصف في مونتريال.

### 1960–1979: التأميم الثاني

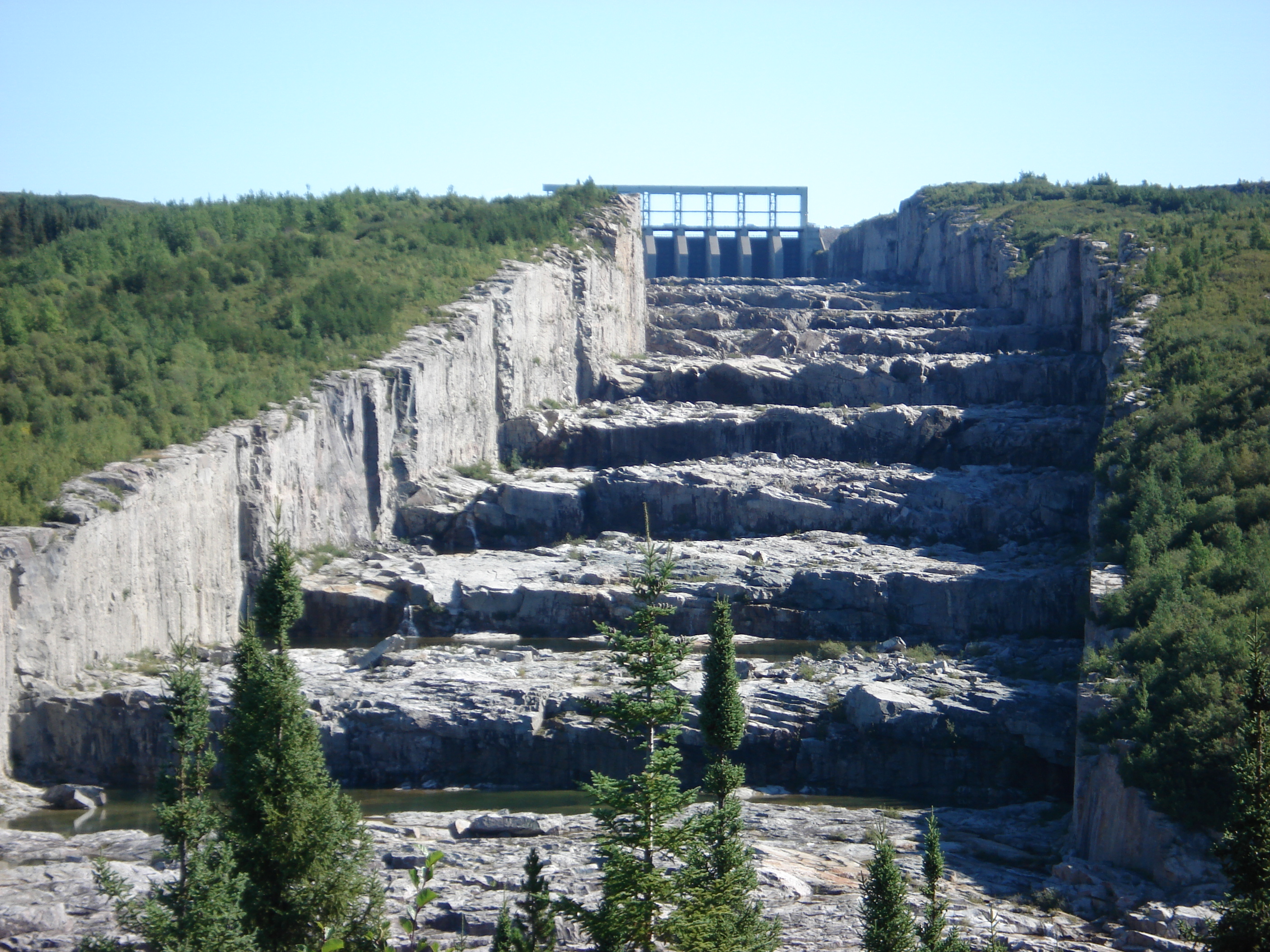
يمكن لمفيض محطة توليد روبرت بوراسا التعامل مع تدفق مياه يبلغ ضعف حجم نهر سانت لورانس. افتتحت محطة توليد الطاقة بقدرة 5616 ميجاوات في عام 1979 وكانت في قلب شبكة مكونة من 8 محطات للطاقة الكهرومائية ومعروفة باسم مشروع خليج جيمس.

توفي دوبلسي في منصبه عام 1959، وشكلت الانتخابات اللاحقة لحزب كيبيك الليبرالي، بقيادة جان ليساج، بداية الثورة الهادئة، وهي فترة من الإصلاح والتحديث. 
في عام 1962، أقرضت الولايات المتحدة مقاطعة كيبيك 300 مليون دولار. استخدم لشراء شركات طاقة مستقلة. ومنحت الحكومة الجديدة شركة هيدرو كيبيك تفويضًا لتطوير مواقع جديدة. 
في عام 1963، سمحت الحكومة لها بالشراء من موزعي الكهرباء من القطاع الخاص، مثل شركة Gatineau Power، وشركة Shawinigan.
وقبلت التعاونيات الريفية 46 عرض شراء الذي قدمته شركة هيدرو كيبيك في عام 1963، باستثناء تعاونية Saint-Jean-Baptiste-de-Rouville التي لا تزال قائمة حتى الآن. 
في عام 1964، قدمت مقاطعة كولومبيا البريطانية لمقاطعة كيبيك قرضًا بقيمة 100 مليون دولار. و60 مليون دولار من هذا القرض ذهب إلى شركة هيدرو كيبيك. وواجه القرض جدلاً في الهيئة التشريعية في كيبيك. وشملت المشاريع الرئيسية خلال هذه الفترة ما يلي:
- مشروع Manicougan-Outardes، وهو مجمع للطاقة الكهرومائية مكون من 7 سدود متضمنًا محطة Jean-Lesage (قدرة 1145 ميجاوات)، ومحطة René-Lévesque (قدرة 1244 ميجاوات)، وسد Daniel-Johnson (2596 ميجاوات). ونظرًا لأن هذه المحطات على بعد 700 كيلومتر (400 ميل) من المدن في جنوب كيبيك، فقد رفع جهد خطوط النقل إلى 735 kV لأول مرة في أي مكان، بقيادة المهندس جان جاك آرشامبو.[13]
- محطة Churchill Falls، (5,428 ميجاوات)، وتقع في لابرادور ، وقد تفاوضت حكومة كيبيك على عقد تشتري به شركة هيدرو كيبيك الطاقة من المشروع بأسعار عام 1969 حتى عام 2041. مما سبب صراعًا بين المقاطعتين.[14] وفي ديسمبر 2024، وقع رئيس وزراء نيوفندلاند أندرو فوري ورئيس وزراء كيبيك فرانسوا ليجولت مذكرة تفاهم لمدة 50 عامًا، وأنهت العقد الأصلي في عام 2025. وإذا صُدِق عليها من قبل المقاطعتين، فإن المعدلات التي تدفعها شركة هيدرو كيبيك مقابل كهرباء تشيرشل فولز سترتفع بنسبة 2850%.[15]
- المرحلة الأولى من مشروع خليج جيمس.

- عملت شركة هيدرو كيبيك مع شركة الطاقة الذرية الكندية المحدودة لبناء محطة جنتيلي للطاقة النووية المجهزة بمفاعل CANDU، والتي أغلقت في عام 2012.

### 1980–1996: إعادة الهيكلة
بسبب المناخ الاقتصادي، انخفض الطلب على الكهرباء بشكل كبير في أوائل الثمانينيات، مما أدى إلى إعادة هيكلة في الشركة. أصبحت صاحبة السهم الوحيد فيها هو حكومة كيبيك، والتي تدفع لها أرباحًا سنوية. وتكلفها بتصدير الكهرباء والعمل في أي مجال خاص بالكهرباء.
في عام 1986، بدأ خط نقل الكهرباء بين كيبيك ونيو إنجلاند في جلب الكهرباء من مشروع خليج جيمس الواقع على بعد 1100 كيلومتر (700 ميل) إلى الجنوب نحو منطقة بوسطن.
في عام 1987، بدأت المرحلة الثانية من مشروع خليج جيمس واستغرق إكماله 9 أعوام. وبدأ بناء سد دينيس بيرون في عام 1994.

### 1997-الآن: نمو متجدد
مثل نظيراتها في أميركا الشمالية، أعيدت هيكلة شركة هيدرو كيبيك في أواخر تسعينيات القرن العشرين امتثالًا لرفع قيود سوق الكهرباء في الولايات المتحدة. 
كان قسم النقل TransÉnergie ، أول الأقسام التي فصلت في عام 1997، استجابةً لقرار لجنة تنظيم الطاقة الفيدرالية الأمريكية رقم 888.
وفي نفس العام، منحت لجنة تنظيم الطاقة الفيدرالية الأمريكية شركة هيدرو كيبيك ترخيصًا لبيع الكهرباء بالجملة بأسعار السوق، مما مكن الشركة من توسيع نطاق سوقها. 
كما اشترت شركة هيدرو كيبيك حصة كبيرة من شركة Noverco، المتحكمة في موزع الغاز الطبيعي Énergir، للمشاركة سوق الغاز بشمال شرق أمريكا الشمالية.

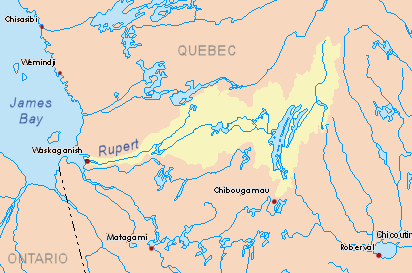
سيؤدي تحويل نهر روبرت إلى توجيه جزء من التدفق الطبيعي للنهر (الأصفر على الخريطة) إلى خزان روبرت بوراسا.

- سانت مارغريت 3 في عام 2003، بقدرة 882 ميجاوات.
- بيريبونكا في عام 2008، بقدرة 385 ميجاوات.
- روشيه دو غراند مير عام 2004، بقدرة 230 ميجاوات.
- إيستمين-1 في عام 2007، بقدرة 480 ميجاوات.
- Rapide-des-Cœurs في عام 2009، بقدرة 76 ميجاوات.
- محطة تشوت-ألارد في عام 2009، بقدرة 62 ميجاوات.
- ميرسييه في عام 2009، بقدرة 55 ميجاوات.
- برنارد لاندري في عام 2012، بقدرة 768 ميجاوات.
- لا سارسيل في عام 2013، بقدرة 150 ميجاوات.
- رومين-2 في عام 2014، بقدرة 640 ميجاوات.
- رومين-1 في عام 2015، بقدرة 270 ميجاوات.
- رومين-3 في عام 2017، بقدرة 395 ميجاوات.
- رومين-4 في عام 2022، بقدرة 245 ميجاوات.

### انقطاعات كبيرة

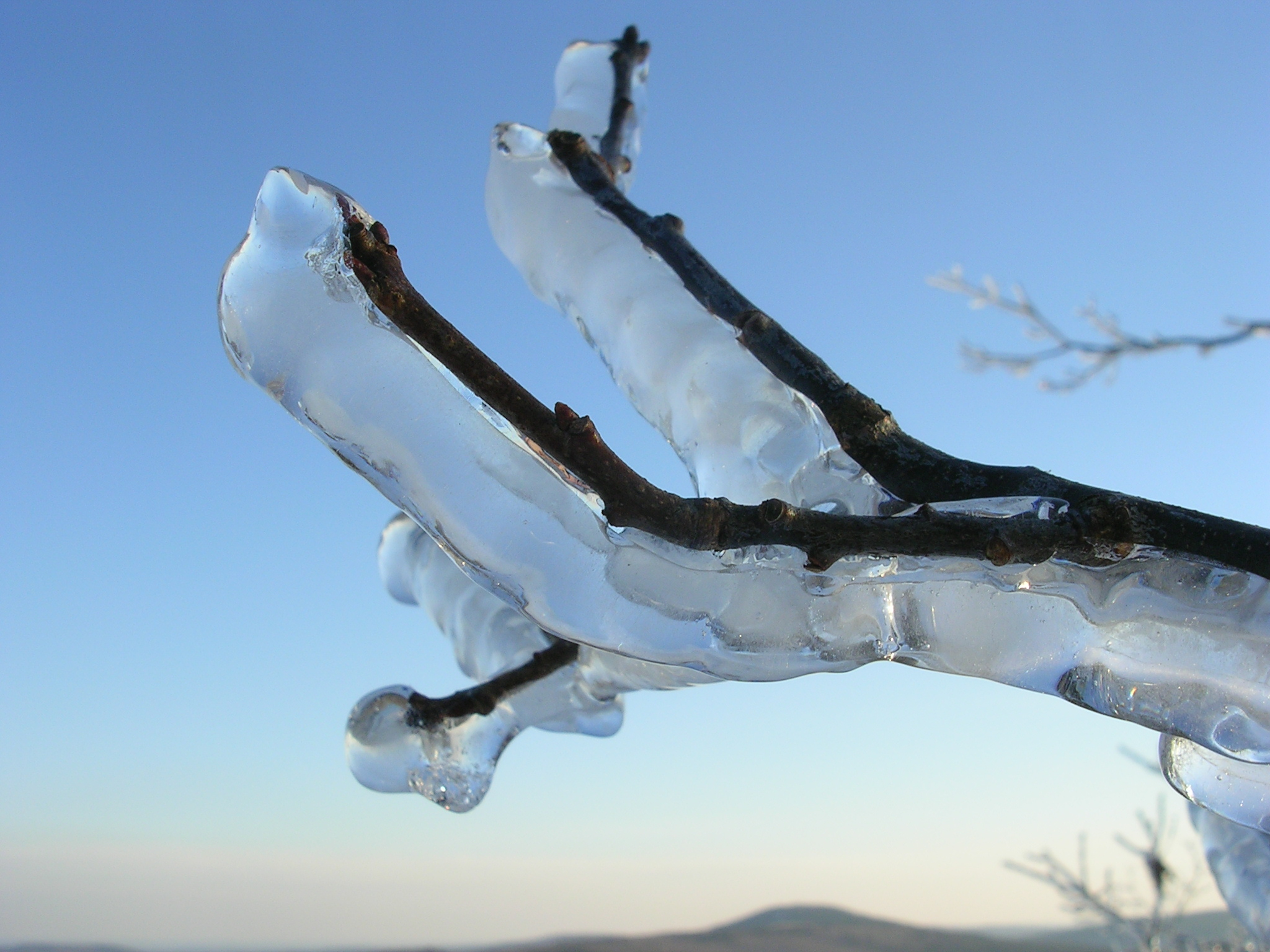
أدت العاصفة الجليدية التي ضربت أمريكا الشمالية في يناير 1998 إلى انقطاع التيار الكهربائي عن 1.4 مليون من عملاء شركة هيدرو كيبيك لمدة خمسة أسابيع.

في عام 1988، انقطعت الكهرباء عن جميع مناطق كيبيك وأجزاء من نيو إنجلاند ونيو برونزويك بسبب عطل في معدات محطة فرعية على الساحل الشمالي.
وتسببت العاصفة الجيومغناطيسية في مارس 1989 في انقطاع التيار الكهربائي في شبكة النقل لمدة تسع ساعات في جميع أنحاء كيبيك.
في العاصفة الجليدية التي ضربت أمريكا الشمالية عام 1998، تسببت الأمطار المتجمدة لمدة 5 أيام في انهيار 600 كيلومتر (370 ميل) من خطوط الكهرباء ذات الجهد العالي و3,000 كيلومتر (1,900 ميل) من خطوط توزيع الجهد المتوسط، والمنخفض في جنوب كيبيك. 
انقطعت الكهرباء عن 1.4 مليون عميل لمدة 5 أسابيع.

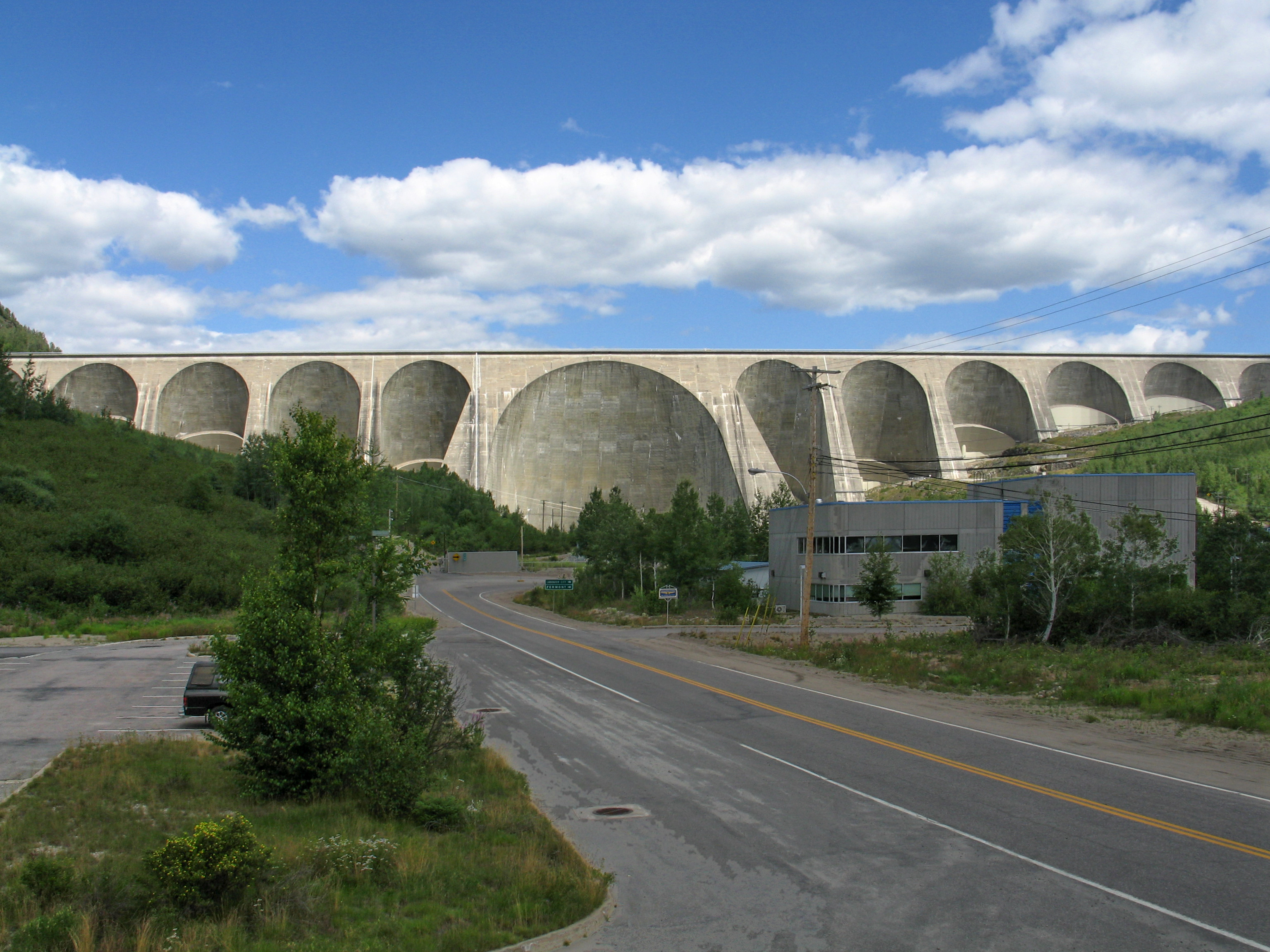
سد دانييل جونسون على نهر مانيكاجان ، يزود محطة الطاقة الكهرومائية مانيك 5 بالطاقة.

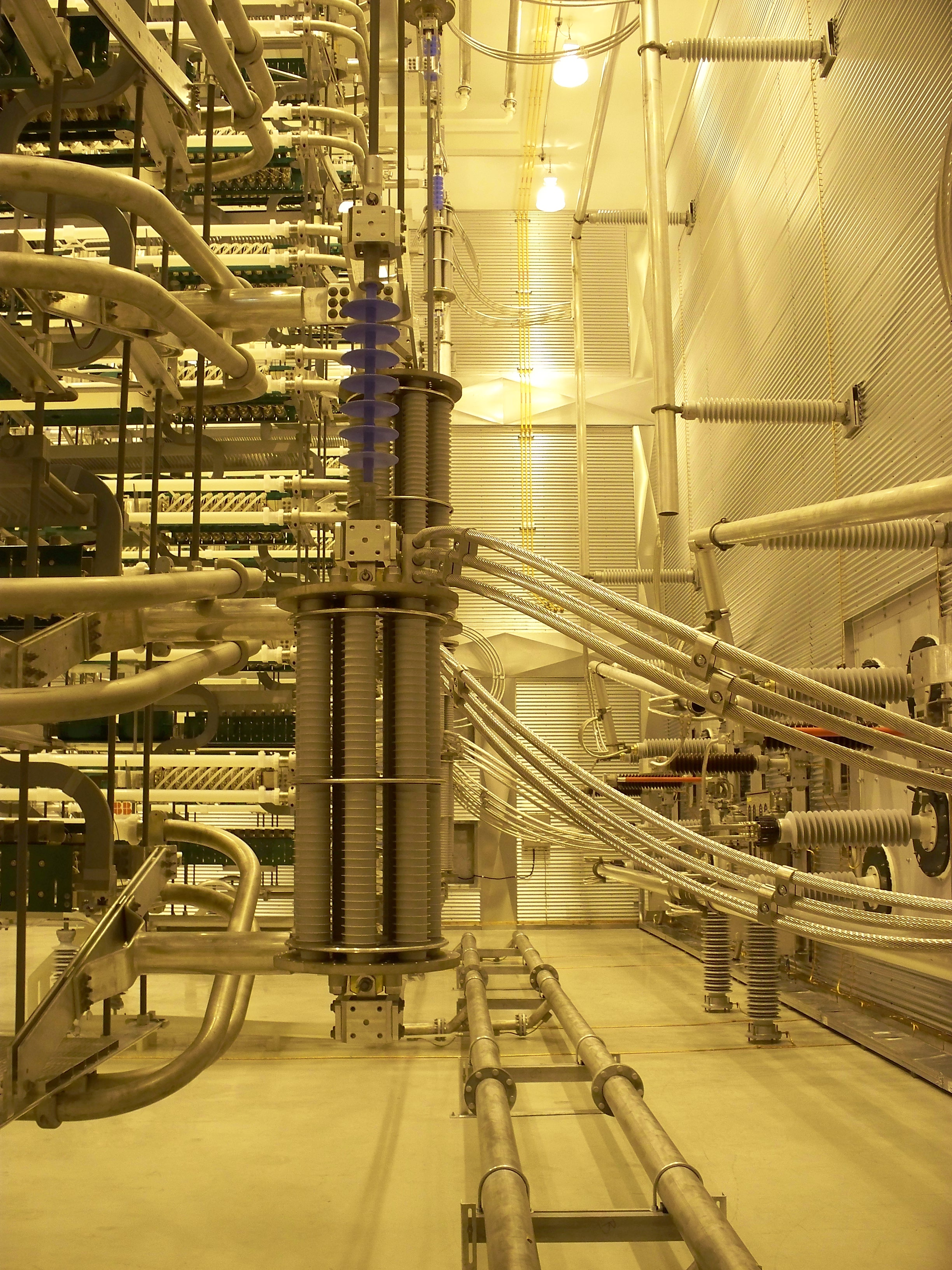
مقوم في محطة Outaouais الفرعية الواقعة في L'Ange-Gardien. يربط خط التيار الحهد العالي المستمر بقدرة 1250 ميجاوات شبكة كيبيك بشبكة هيدرو ون في أونتاريو.

Hydro-Québec sources of energy supply (2013)

## البيئة

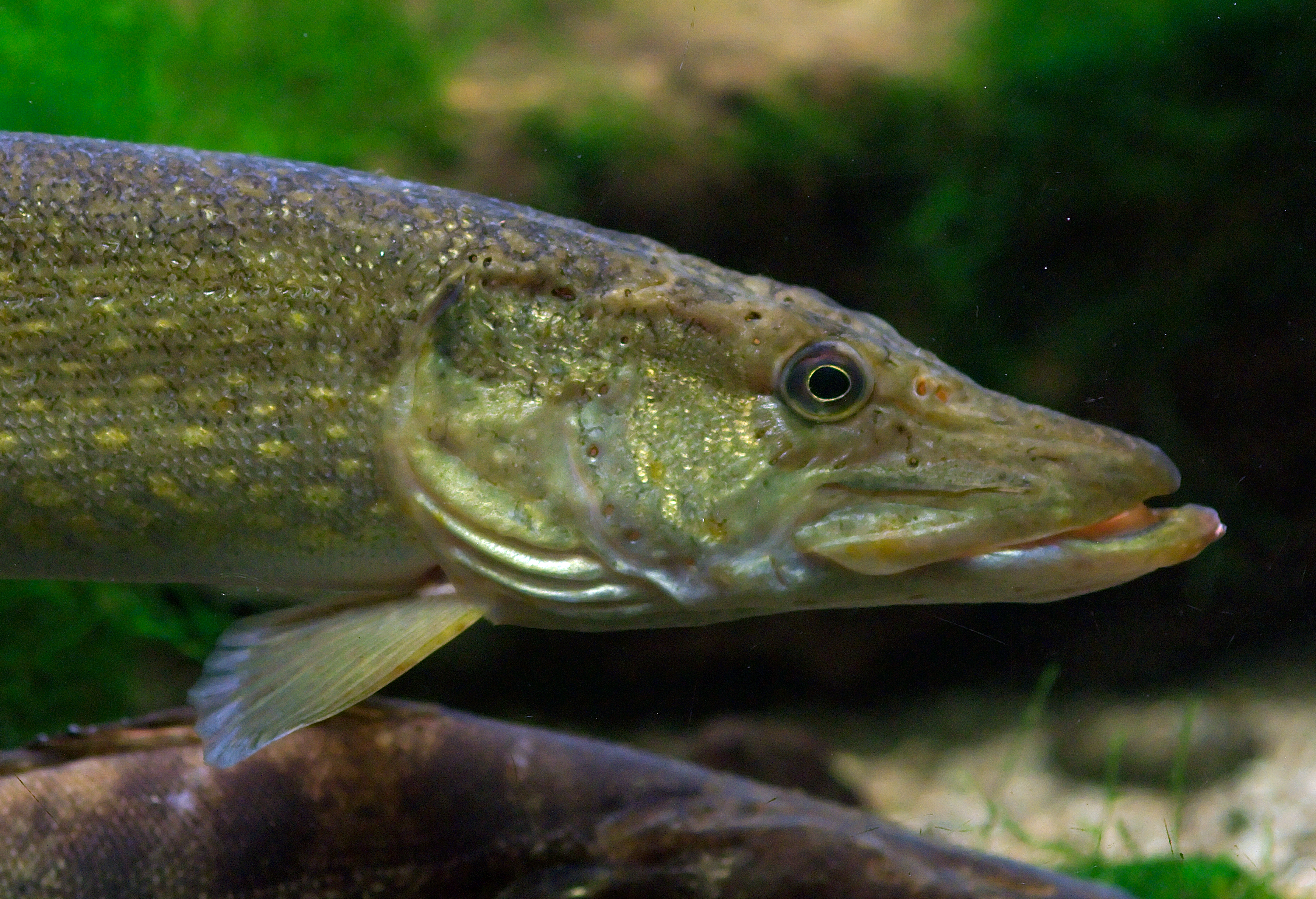
يعد سمك كراكي رمحي (Esox lucius) أكثر انتشارًا اليوم في خزان روبرت بوراسا مقارنة بما كان عليه قبل فيضان الخزان. تم موازنة الزيادة في أعداد هذا السكان بانخفاض في أعداد سمك الوولاي (Stizostedion vitreum).

إنشاء وتشغيل مرافق توليد ونقل وتوزيع الكهرباء له تأثيرات بيئية، ولا يستثنى منها شركة هيدرو كيبيك. حيث يؤثر تطوير الطاقة الكهرومائية على الأشخاص، والبيئة الطبيعية التي تبنى فيها المرافق، مثلًا: يؤدي تطوير خزانات جديدة إلى
- زيادة مستوى الزئبق في البحيرات والأنهار، مما يؤثر على سلسلة الغذاء.[21]
- زيادة انبعاث الغازات الدفيئة من الخزانات مؤقتًا[22]
- تآكل الخط الساحلي.

وتعمل محطات الطاقة الكهرومائية على تحويل البيئة البشرية. حيث تصنع عقبات جديدة أمام الملاحة، وتغرق مناطق الصيد التقليدية، وتجبر الناس على تغيير عاداتهم الغذائية لارتفاع مستوى الزئبق في بعض أنواع الأسماك، وتدمر القطع الأثرية الثمينة التي من شأنها أن تساعد في تتبع الوجود البشري على المنطقة، وتعطل مجتمع وثقافة السكان الأصليين الذين يعيشون بالقرب من المحطات.
منذ أوائل سبعينيات القرن العشرين، أصبحت شركة هيدرو كيبيك على دراية بالتأثيرات البيئية لعملياتها. حيث اعتمدت قانون كيبيك لجودة البيئة في عام 1972، وإلغاء مشروع Champigny، وهو محطة لضخ وتخزين الطاقة الكهرومائية خطط له في وادي نهر جاك كارتييه في عام 1973، ومفاوضات خليج جيمس التي أدت إلى اتفاقية خليج جيمس وشمال كيبيك في عام 1975، مما أجبر الشركة على إعادة النظر في عملياتها.
ولمعالجة المخاوف البيئية، أنشأت شركة هيدرو كيبيك لجنة حماية بيئية في عام 1970 ووحدة إدارة بيئية في سبتمبر 1973، وتكمن مهمتها في دراسة وتقييم الأثر البيئي للشركة، وإيجاد حلول للتخفيف من الآثار السلبية للمشاريع الجديدة والجديدة، وإجراء بحوث في هذا المجال، بالتعاون مع الباحثين والعلماء.

### التأثير على البيئة الطبيعية

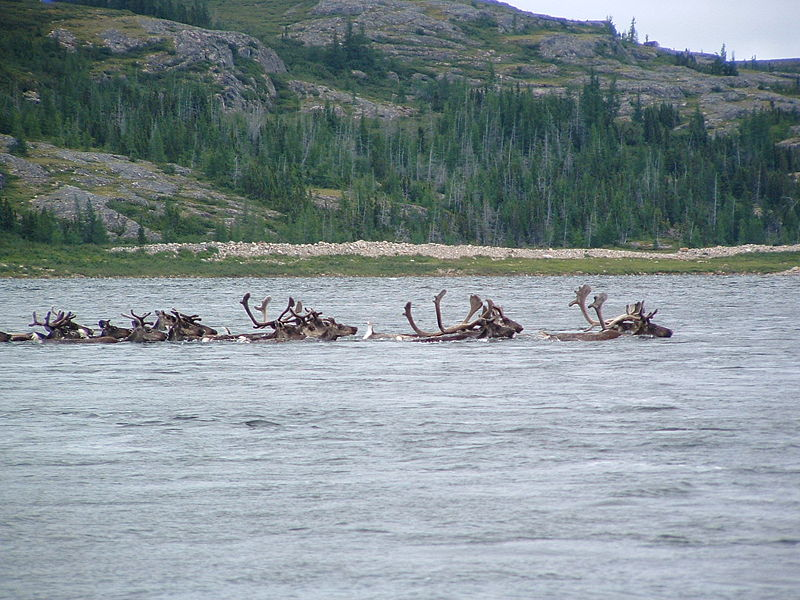
زاد عدد حيوانات الرنة بالقرب من الخزانات الرئيسية في شمال كيبيك بين عامي 1970 و2000.

في أواخر سبعينيات القرن العشرين، أنشأت الشركة شبكة مكونة من 27 محطة لقياس تأثيرات مشروع خليج جيمس والتي توفر قدرًا كبيرًا من البيانات عن البيئات الشمالية. وأكدت الدراسات التي أجريت على مدى الثلاثين عاماً الأولى في منطقة خليج جيمس أن مستويات الزئبق في الأسماك زادت بمقدار 3-6 مرات بعد 5-10 سنوات الأولى بعد فيضان الخزان، ولكنها تعود تدريجياً إلى قيمها الأولية بعد 20-30 عاماً. 
وأكد هذه النتائج دراسات مماثلة أجريت في أماكن أخرى في كندا والولايات المتحدة وفنلندا.  وتوصلت الأبحاث أيضًا إلى أنه من الممكن تقليل تعرض الإنسان للزئبق حتى عندما تشكل الأسماك جزءًا كبيرًا من النظام الغذائي للسكان. حيث يمكن التخفيف من مخاطر التعرض دون التقليل من استهلاك الأسماك، عن طريق تجنب أنواع معينة وأماكن الصيد.
ورغم أن تحول البيئة الأرضية إلى بيئة مائية يمثل تغييرًا جوهريًا، وأن الفيضانات تؤدي إلى نزوح أو موت الحيوانات غير المهاجرة، فإن البيئات النهرية المفقودة بسبب الفيضانات تستبدل جزئياً ببيئات جديدة على ضفاف الأنهار المكشوفة ذات التدفق المنخفض. 
يماثل التنوع البيولوجي لجزر الخزان المائي باقي الجزر في المنطقة، وتستخدم منطقة تراجع منسوب المياه في الخزان من قبل مجموعة متنوعة من الحيوانات البرية. حتى أن الأنواع المهاجرة مثل حيوان الرنة زادت مما أدى إلى توسع نطاق الصيد.
ترتفع انبعاثات الغازات الدفيئة بشكل ملحوظ لعدة سنوات بعد حجز المياه في الخزانات، ثم تستقر بعد 10 سنوات لتصل إلى مستوى مشابه لمستوى البحيرات المحيطة.
تتراوح انبعاثات الغازات الدفيئة الإجمالية من الخزانات في خليج جيمس بين 30 ألف طن من Co2 لكل تيراوات في ساعة من الطاقة المولدة.
تدعي شركة هيدرو كيبيك أن محطاتها الكهرومائية تطلق غازات دفيئة أقل 35 مرة من محطات توليد الطاقة بالغاز، وأقل 70 مرة من محطات توليد الطاقة بالفحم.

## روابط خارجية
- الموقع الرسمي